# セレナ (アニメポケットモンスター)
セレナは、株式会社ポケモンのゲームソフト『ポケットモンスター』シリーズを原作とするアニメ『ポケットモンスターXY』シリーズに登場する架空の人物。声優は牧口真幸。

## プロフィール
- 出身地：カロス地方・アサメタウン
- 職業：ポケモントレーナー→ポケモンパフォーマー→ポケモンパフォーマーとして成長するためにホウエン地方のポケモンコンテストでポケモンコーディネーターとして修行中(PM2)
- 年齢：10歳
- 登場時期[2]：XY・MV・PM2
- 主な経歴（トライポカロン編）　
  - ルーキークラス・ヒヨク大会:一次審査敗退
  - ルーキークラス・フウジョ大会:優勝
  - ルーキークラス・ヒャッコク大会:優勝
  - ルーキークラス・レンリ大会:二次審査敗退　
  - ルーキークラス・フレイ大会:優勝
  - マスタークラス・グロリオ大会:決勝敗退
- 主な経歴（その他）
  - ポフレコンテスト:決勝敗退
  - コンテストライブマスターランク・ミナモシティ大会:優勝(ルチアと同率)

## 各国の日本国外名
- 英語：Serena
- アラビア語: سيرينا
- 韓国語：セレナ(ハングル：세레나)
- 中国語

普通話/国語(中国大陸、台湾)：莎莉娜(拼音：Shā lì nà)
広東語(香港)：賽莉娜(拼音：coi3 lei6 no4)

## 人物
XYのヒロイン兼準主人公。XY第1話から登場。第4話までサトシ達と合流しておらず、歴代ヒロインの中でもサトシと初対面するまでの話数が最も長く、第7話で正式にサトシ達の旅の一員として加わる。一人称は「私」。身長はサトシとほぼ同程度である。
母のサキと二人暮らしで父親の詳細は不明。
サイホーンレースの練習を嫌がり、当初はトレーナーとしての目的はこれといって持っておらずただ彼らの旅についていくだけに過ぎなかったが、ラーグンタウンで行われたトライポカロンでエルのポケモンパフォーマンスを見て彼女に強い憧れを抱き、エルのようなポケモンパフォーマーを目指す事を決意する。
モデルはゲーム『ポケットモンスター X・Y』の女主人公。服の襟と帽子の色や、帽子にサングラスをかけていない等、原作と容姿は若干異なる。物語当初の髪型は毛先結びのロングヘアだったが、トライポカロンの初挑戦で失敗し、敗退した事から心機一転を決意。髪を切りショートヘアにし、衣装も変えた。胸のリボンタイはサトシから貰った青いリボン。シリーズ継続中に衣装が変わり、更に歴代の原作をモデルにしたポケモンアニメのキャラクターの中で原作をベースにしたデザインの面影を完全に無くした上、アニメオリジナルキャラクター化されたのはセレナが初である。髪を切ったことについては「失恋したのか?」とロケット団のコジロウには勘違いされ、ミルフィからは「サトシに振られたの?」とからかわれた。
PM2でもショートヘアのままだが、以前と比べて若干ボリュームが増え、耳を出してリボンを模した耳飾りを着けており、アニメオリジナルだった服装がグレーのノースリーブと赤のチェックプリーツスカート、グレーのカノチェに変更。
アイリス・SMのヒロイン、 コハル同様、自転車で旅に出ておらずサトシのピカチュウから自転車を壊されていない。

### 対人関係
サトシとは、以前マサラタウンで行われたオーキド博士のポケモンサマーキャンプで出会い、皆とはぐれて足に怪我を負った際に、野生のニョロモを追いかけていたサトシに助けられた。それ以来、作中一貫してサトシに想いを寄せており、再会して一緒に旅をしていく内に彼の内面にも惹かれていくようになる。XY&Z28話ではシトロンに「サトシは憧れの人」と告白しているが、サトシ本人は最終回で直接告白されるまで全く気づいていなかった。
故に、彼とバトルした女性トレーナーのプルミエ（声 - 寺崎裕香）が「バトルに勝ったら付き合って」と提案してきた時や、ポケビジョンアイドルのエルの映像を見て、サトシが「可愛い」と言っていた際は赤面しながら動揺しており、そのことでミルフィから茶化されることもしばしばある。セキタイタウンで記念写真を撮った際にはさりげなくサトシの近くに寄り、出来あがった写真を一人で見て喜んでいたり、サトシと二人きりで買い物に行ったり、彼からプレゼントとして青いリボンをもらった時、替えた衣装を誉めてもらった時やフウジョタウンのトライポカロンでマーシュからもらった振袖の裾が破れたのを切り、ミニスカートにしてほめてもらった際には赤面しながら喜んだりしている。
サトシの鈍感な一面にやや不満な表情を見せる事があるが、逆に彼女も積極的にサトシに接する事もあり、その行動がハクダンジム戦での敗北でスランプに陥った時は何気ない一言で救ったり、エイセツジム戦での敗北の時は自暴自棄になっていたサトシと初めて衝突して突き放してしまうが、セレナが言った言葉が落ち込んだサトシを立ち直るきっかけに繋がったためその後「目が覚めた」とお礼を言われ、その後エイセツジム再戦でサトシらしいバトルや勝利を見て「サトシが帰ってきた」とより確信し心の底から彼の勝利を喜んだりと、彼を立ち上がらせリベンジ戦の勝利に繋げている（パンジー曰く「起爆剤」）。またポケモンたちへのプレゼント選びに迷うサトシにアドバイスをすることで彼のプレゼント選びを成功させた。また彼女自身もサトシに励まされたり、普段サトシがバトルやジム戦で口にしていることやサトシからアドバイスを貰ったことを思い出すなどサトシの内面に感銘を受け、それをバトルや39話のポケビジョン対決、トライポカロンで勝利するきっかけになったり、スカウトしたヤシオへの返事に生かすなどの成長を果たしたりと彼女自身もサトシの言葉が起爆剤となっており、PM2ではコハルにかつてサトシから言われたことを彼女にアドバイスしている。
サトシ本人も彼女の夢を誰よりも応援しており、作中でも彼女は強いと評し、信頼している。同時にサトシからは趣味による頼みには優先して快諾してもらってたり色々と気に掛けてもらっている。
ユリーカとは女子同士で気の合う所もあり、一度衣装替えした際にロングヘア好きの彼女から不満を受けたこともあったが、基本的には姉妹のように仲が良く、スイーツやうつしみの洞窟、洋服のファッションなどは女の子共通の趣味として一緒に楽しみにする一面もある。シトロン不在時にユリーカが女性に声をかけた時は彼女が止めている。またサトシに好意を抱いていることに気付かれており、サトシの服を着てバトルをしていた時はからかわれていた。
シトロンの事は発明品の失敗に呆れることもあるが、彼の料理の腕や責任感の強さから信頼している。彼からもユリーカの面倒を見ていることから信頼されている。また、イーブイが人見知りを克服していない間、彼のホルビーを頼りにしていてXY&Z12話では半分本意ではなかったがシトロンと共にダンスパーティに参加した。
母のサキとは、ヤヤコマのくちばしで無理矢理起こし嫌がるサイホーンレースのトレーニングをさせるので強気になることもあるが親子仲が悪いわけでなく、サイホーンレーサーとしての腕前は高い評価を受けている。後にサトシがサイホーンレースに飛び入り参加した際は、彼女と同じ指導をしている。一度再会した際に、サキが自分を一流のサイホーンレーサーにすることを望んでいた。さらにポケモンパフォーマーを目指すという目標を喋れずにいたが「アサメタウンに戻ろう」と提案した際についに告白し旅を辞めるという賭けで行ったメェークルレースに勝利し、その本気を認めたサキからも応援される。
カロスクイーンのエルには強い憧れを持っている。64話で自分のポケモン達と喧嘩中落ち込んでいた時にエレーナという偽名を使った彼女に偶然出会い、その際に彼女からアドバイスをもらいポケモンたちと仲直り出き、「セレナの笑顔はみんなの幸せになる」とアドバイスをもらったことでエルとのバトル中フォッコの進化のきっかけになった。そして翌朝、成り行きで彼女の正体に気づいて勇気をもらった。一方のエルもセレナがサトシと組んだタッグバトルをきっかけにセレナの強さに目を付けるようになっている。XY＆Z20話で遂に直接対決を迎え、敗れるもエルから再戦の約束をされた。
サナとは、21話で撮影したポケビジョンをサナが見て知っていたことがきっかけでサマーキャンプで出会い仲良くなるが、カロスクイーンへの夢に対して常に先に進んでる先輩格でもあるために焦りの原因になることもあるが、基本的にはパフォーマーライバルの中で1番仲がよくメール交換出来るほどお互い親しく接するライバル兼親友同士の関係。90話でヒャッコクシティで再会した際、サトシに好意を抱いていることに気付かれていた。
ミルフィとは、25話で自分のポフレのことを侮辱されたことで対立してしまうが、ロケット団が起こした騒ぎを協力して解決したことや参加したコンテストで引き分けてしまったこともあって、その後はお互いの実力を認め合え握手できるほど打ち解ける。しかし、同時にサトシに対する好意に気づかれてしまい、サトシの事で宣戦布告をされ、その後は再会すると前述のように茶化されるのがお約束。1度自分が前述のようにダンスパーティのパートナーにサトシを選ばなかったことを利用されミルフィがサトシを誘ったことにも動揺した。サナ同様トライポカロンに関してのライバル関係。
ヤシオからはトライポカロンの初挑戦した翌朝から目をかけられており、マスタークラス挑戦前に忠告を受けている。エル戦後に忠告の意味を理解した事でスカウトされていたが、ポケモン達とカロス地方以外も旅をしてトライポカロンなどを通してもっとたくさんの人を笑顔にしたいと話してスカウトを断った。その際、ヤシオからはセレナのファンだったことを知った。また、ヤシオからは「このケガではパフォーマンスができない」と宣告されてもカロスクイーンへの志を曲げない成長した彼女をエルに似ていると評されているが、セレナとエルには伏せている。
マノンとは、カロスリーグ決勝戦前夜に出会い親しくなる。彼女のパートナーのハリさん（ハリマロン）がフラダリラボで治療してもらっている境遇を聞くと「出来ることがあったらなんでも協力する」と約束する。その後、フラダリによる計画がスタートするとハリさんを救出するため奮闘し、事件解決後はマノンに感謝された。

### 性格・特徴
基本的には穏やかで心優しく、面倒見がいい性格で、サトシが好きそうなバトルシャトーを紹介したり、サトシのジム戦では誰よりもサトシの勝利を願う一方、クノエジム以降やカロスリーグではサトシのジム戦などの勝利を信じたり、サトシが鏡の世界に入り込んでしまった際は誰よりも心配したり、前述のようにエイセツジム戦に敗れ落ち込むサトシと衝突した際に活を入れ、一度は突き放すもきつく言ってしまった後悔と吹雪により天候が荒れる中を心配して探したりと健気さも持っている。サマーキャンプで自分のせいでサトシが足を怪我してしまったことやXY&Z22話ではジミー（声 - 下野紘）がサトシにバトルを申し込んだ際、ちょうど風邪をひいたサトシに負担をかけまいと、サトシに成りきって代わりにバトルをするなど気遣ったり、ユリーカやマノンといった仲間を体を張って守ろうとするなどの責任感がある。また、仲間のポケモンやコルニのルカリオに好みのポフレを作ったり、ユリーカがスカイバトルの規則で参加できなかった時は「一緒に見学する」という、失恋したハリマロンを慰めたり失敗続きのプクリンを心配する、マノンが料理に失敗した時は手伝いを買って出るなど気遣いを見せることが多い。またユリーカの面倒や手持ちのポケモンなどが喧嘩した時はちゃんとしかったり、サトシが1個しかないガトーショコラを1人で食べようとした時に叱ったり、時間が押しているにもかかわらずバトルしようとした時は止めるなど母性愛がある。しかしXY20話のバトルシャトーでニコラとテスラの喋り方に「ラップのつもり？」と彼らを凍らせたり、木の実を割るカラクリを見た際に「こんな装置作らなくても手で割れば簡単じゃない」と言ってシトロンを落胆させるなどチクッとささるようなことを言うこともある。
母親のサキや自分たちに執拗に付き纏うロケット団、当初は挑発的な態度をとったミルフィやトライポカロンで上記のライバルとやり合う際には強気になる一面もあり、特にロケット団には敵愾心を向けている。それ以外では初めは前述のようにサトシの事になると、受け身の体勢になってしまいがちで奥手であるため、59話ではサトシと2人きりで買い物が思うようにできなかったり、XY&Z12話ではダンスのペアになれなかったこともあった。その後トライポカロンマスタークラス決勝戦での敗北を経て「エルさんのように与えることが出来る人になりたい」と目標を掲げ、前述のように積極的にサトシのためにと行動するようになる。こうしたことが実を結んで彼に感謝されており、別れ際のキスを交わすまでに至った。またマノンに対しても「なんでも協力する」と約束しフレア団に治療してもらっているという名目で捕われているハリさんを救出したり、プリズムタワーのイルミネーション点灯をヒントに、ミアレシティの人々を笑顔にするためにプラターヌ博士やサナの協力でパフォーマンス大会を企画するなど実行に移せるほど行動力が高くなった。
恋愛に関する知識については前述のようにサトシに好意を寄せている影響で、自身に関しては後手になっていたが、後に自身の思いを伝えた他、他者に関しては前述のムサシの時や手持ちのイーブイが野生のハリボーグからハート型のつるのムチを使って表してきた際には、それに気付くなど歴代ヒロイン同様熟知しており、それを後押しすることもある。ただしティエルノと会うたびに彼からのアプローチを受けた際には苦笑いを浮かべながら受け流すことが多い。またユリーカの方が先に恋愛に関して気付くことが多く、彼女よりかは僅かに鈍いところがある。
吊り橋や、幽霊を怖がり、サナ達から可愛いと言われて恥ずかしがる、ポケビジョンを大勢の人の前で発表したときやクノエシティで行われたファッションショーのモデルとして出場した時に緊張する、前述のようにサトシのことで触れられると赤面して動揺したり勘違いしたりしてしまうことがある等、少し臆病で控えめであり、XY&Z12話ではそれが災いしサトシとダンスできず落胆する一方で、ハクダンジム戦でピカチュウがビビヨンの「ねむりごな」で倒れかけた時、決して諦めずサトシに声援を届けたり、「負けたら旅を辞める」という危険な賭けで母親に勝負を挑む、チャレンジャーとしての覚悟として大事な髪を切る等の心の強さも持っている。心にもなくフォッコやヤンチャムを怒鳴ってしまった際は涙をみせる程後悔するなど、サトシ同様ポケモンを非常に大切にしており、自分のポケモンがロケット団に襲われた時などには自らが体を張って守ろうとしたり、トライポカロンの最中にイーブイが迷子になった際には、自分の演技を放り出してでも探した。サイホーンにはやたらと懐かれ、大抵はセレナが何もせずとも擦り寄ってくる。XY&Z41話でフレア団と戦う際には不安定なヘリコプターの中から迎撃態勢を取る大胆さも見せ、マノンを驚かせた。
家ではいつもヤヤコマにつつかれて起こされていた。
母曰く「飽きっぽい性格」で、元々乗り気でなかったサイホーンレースの他、釣りや生花などにサトシたち4人の中でも早く飽きる一面が見られた。しかし、旅を通じてサトシの影響から諦めない心を持つようになり、「負けたらアサメタウンに戻る」という賭けで行ったメェークルレースでの勝利につながったり、トライポカロンでも最後まで演技をやり通したりと精神面的にも成長している。また先述のサトシやエルのアドバイスがトライポカロンなどで彼女の教訓にもなっている。
ミーハーな一面もあり、第14話では屋敷で起こった怪現象や第72話ではコール達のおもてなしと称するゲンガー達によって起こった怪現象で怯える度に、昔のホラー映画のような連想をして、それを堂々と口に出して言う癖がありサトシとシトロンを怖がらせている。そのため「言うんじゃなかった」と口を塞いで後悔するのがお約束である。またチャンピオンと女優の2つの仕事をこなすカルネに「すべてにおいて完璧な女性」と強い憧れを持っている。
サトシ達と合流する前の第4話の時点では野宿に抵抗があり、合流してからしばらく経った第15話の序盤に野宿する事になり不安を募らせていたが、最終的には自分から率先して提案する程に気に入った。野宿の際はシトロンの予備の寝袋を使い、就寝時はユリーカと同じテントで寝ており、その中でユリーカとポケモンの物真似をすることもある。
ポケモンバイヤーのダズが発信機をコフーライに取り付けていたのを利用し囮作戦を考案する、食べ過ぎたハリマロンを転がらせて痩せさせようとするシトロンの狙いに気づいたり、トライポカロンのクイズのテーマパフォーマンスを誤答せずに通過するなど、機転が利くところもあり、頭もいい。積極的にバトルすることは少ないが、セレナ曰くいつもサトシのバトルを近くで見ていたこともあり、ピカチュウに適確な指示が出せ、ジミーのトンガリ(ピカチュウ)と互角のバトルができた。
53話で母親と再会した時や60話で一次審査敗退した時等、自分の悩みや苦しみをサトシ達に打ち明けず彼らには気丈に振るまい、自己解決することが多い。
ピンク色の二画面の携帯端末を所持しており、それを使って地図や物を調べて、次の目的地を目指す際は彼女が決める事が多く、道案内も上手く大抵は彼女がガイドしている。
「ジャジャーン!」というのが口癖で、初期の頃は「ていあーん!」とも言うほか、トライポカロンなどでの締め技では「フィニーシュ」と決めることが多い。

### 嗜好
おしゃれが大好きで、つなぎにワッペンを自作したり、裁縫箱を出してサトシ達に衣装を作ることがある（ユリーカ曰く「変装の天才」）。実際自らもイメチェンする際に裁縫箱からハサミで自分の髪を切ったり、衣装も変えた。XY80話でもマーシュからもらった衣装が破れた時に裾を切るなどしている。手持ちのポケモンにはいつも毛づぐろいしている。他にもユリーカのポシェットに迷い込んだジガルデ・コア（プニちゃん）が彼女のポシェットを気に入ったためポシェットに新しくポケットを作ってあげた。おしゃれポケモンにも感激する事もあり、ポケモントリマーのジェシカ（声 - 戸松遥）とは再会したらフォッコにトリミングしてもらう事を約束した。また、XY第73話では振袖のデザイナーでもあるマーシュにも強い憧れを持っていて会うことを誰よりも楽しみにしていた。彼女のファッションショーでは欠席したモデルの代役を頼まれたこともありその時着たフラベベ、フラージェス（赤）模様衣装をお礼で貰いその後のフウジョタウンのトライポカロンでも着た。またファッションのことでは、セレナ曰く「ママが選んだ逆の方がかわいい（似合う）」と、母親のサキが選んだ逆の方を選んでいた。またXY第30話やXY&Z18話などから宝石といった光物にも興味を示す一面もある。
お菓子作りが得意で、皆にクッキーやマカロン、ポケモン達にはポフレを作って振る舞う事があり、味も良く仲間達からも好評でシトロンのハリマロンも独り占めしたがるほどである。そのため普通に料理を作ることもでき、シトロンに代わって夕食を作ったり料理に失敗したマノンをフォローしたこともあった。またスイーツも好物で旅先のスイーツ情報には敏感。
サイホーンレースの訓練を受けていたこともあってか運動神経はよく、前述のようにサイホーンをうまく乗りこなすことができ、その腕前を生かしてXY83話ではマンムーもうまく乗りこなしていた。またスカイバトルに挑戦した時は、滑空の練習は上達が1番早く、空中で肩にフォッコを乗せても安定して飛ぶことができていた。しかしサトシやユリーカと比べると先にばててしまったりと劣っているが、シトロンよりは運動神経はある。
ダンスも得意であり、XY第42話ではシャラジムに向けての特訓としてサトシに教えるも結局彼の上達には繋がらなかったが、特訓中に彼女がサトシに対し「サトシには独特のリズム（バトルスタイル）がある」という発言が苦戦するサトシの勝利に繋げたり、ダンスパーティで緊張していたシトロンをリードしていた。また、自身もトライポカロンのフリーパフォーマンスでもイーブイからの踊りを加えて披露している。
映画好きなようであり、2話でミアレシティで起こったガブリアス事件の生中継の映像を「なんていう映画?」と訪ねたり、怯えると前述のとおりホラー映画のような想像が浮かんだり、カルネの映画を欠かさずチェックしたり、78話では映画のメイキング撮影を独断で行っていた。
ポケビジョンを撮ることも好きなようであり、旅に出てから撮るのを楽しみしていた様子であり、サマーキャンプのプログラムでポケビジョンがあり、またそれができることを誰よりも楽しみにしていた。ユリーカ曰く「セレナが一番楽しみにしていたプログラム」。その後もポケビジョンは更新している模様。

### 別の世界のセレナ
XY第36話における映し身の洞窟から繋がっている鏡の中の世界の住人としてのセレナ。男勝りの強気な性格で関西弁で話す上口が悪い。
サトシが鏡の中の世界に迷い込み、本物のサトシと出会った際、バトルをして負けたことから本人は不満ながらも本物のサトシを、いつものサトシとは別人と認めた。その後、鏡像のサトシを見つけたことから、確実であるとした。また、オリジナルのセレナに「（オリジナルの）サトシと一緒に旅がしたいと想え」と活を入れるなどしたことから、彼女もからかうなどをしながらもサトシに気がある模様。
また手持ちのフォッコもオリジナルの世界と違い、目つきは悪く好戦的であり、相性上不利なケロマツに勝つほど強い。

## 略歴
幼少の頃、母親のサキに勧められて（無理やり）オーキドのサマーキャンプに参加して、皆とはぐれて足に怪我を負った際に、ニョロモを追いかけていたサトシに助けてもらう。
元サイホーンレーサーだったサキに幼少の頃からずっとサイホーンレースの訓練を連日受けていたが、本人はそれを嫌がっていた。
TVでガブリアスに向かっていくサトシを見たことをきっかけに、サトシと会うためとポケモントレーナーとなるべくミアレシティのプラターヌ博士の研究所に赴き、以前から決めていたフォッコを貰い、サトシを追って旅立つ。その後、ハクダンジムでサトシ達に追いつき、彼の再戦に向けての特訓に協力し、ジム戦後にサトシに誘われてサトシ達の旅に同行する。
前述のようにサトシを追いかけて旅を始めたので当初は何の目標もなくただ旅についていくだけだったが、ラーグンタウンのトライポカロンのエキシビジョンでエルのポケモンパフォーマンスを見て彼女に強い憧れを抱き、エルのようなポケモンパフォーマーになるためにトライポカロンに出ることを決意。またパフォーマンスが好きなヤンチャムをゲットする。
ヒヨクシティのトライポカロンで初参戦するも、一次予選で落選。一度は自分のポケモンたちの前でのみ号泣顔を見せるも決意を新たに心機一転として、断髪してイメチェンを行った。
シトロンと一時別れ、ミアレシティに向かう道中のポケモンセンターの外でパフォーマンスの練習中にフォッコとヤンチャムが喧嘩をしてしまい、さらにフォッコの「かえんほうしゃ」が顔に直撃した際に怒鳴ってしまう。一人で街に出たときにエレーナ（正体はエル）に出会い、笑顔の大切さを教わった。エルとのダブルバトル中にフォッコがテールナーに進化したため、バトルを再開するが、途中で電話がかかったため、中断となった。
フウジョタウンのトライポカロンで初勝利を飾る。
ヒャッコクシティに向かっている時にパフォーマンスの練習の際、ヤンチャムの「ストーンエッジ」がテールナーに直撃してしまい、その際にテールナーが大事にしていた枝が折れてしまった。ジンゴロウやロケット団とのバトルの最中、テールナーが「だいもんじ」を覚えたため、枝は完全に折れてしまったが、ヤンチャムが最初に持ってきた新しい枝に赤いリボンをつけ、カロスクイーンになることを誓った。
ヒャッコクシティに着く直前に踊り好きのイーブイをゲットし、さらにヒャッコクシティのトライポカロンで2回目の優勝を果たした。
レンリタウンのトライポカロンでは、一次審査を突破するものの二次審査で敗退。しかしフォッコが転倒したことに動揺し抱き抱え何もできないまま敗れたヒヨク大会やポケモンたちが練習に失敗し心になく怒鳴った時と対照的に、イーブイが大会に緊張したり観衆に呑まれ転倒した際には笑顔で励ますなど、以前よりも成長した優しさを見せた。
XY＆Z第12話ではダンスパーティに参加した。サトシとは踊ることができなかったが、タッグバトルでイーブイがニンフィアに進化し、さらに「ようせいのかぜ」を覚えたため、勝利した。
フレイシティのトライポカロンで3回目の優勝を果たした。これにより、プリンセスキーを3本手に入れ、マスタークラスへの出場権を獲得するもヤシオから「クイーンとして足りない物がある」と言われ、課題を抱えることになる。その後、マスタークラスの開催地がグロリオシティに決まったため、調べたところ、エイセツシティから離れているため少し落胆するが、サトシがジム戦を後にした上で彼からの後押しもあり、グロリオシティに向かう。
グロリオシティのマスタークラスのトライポカロンに出場。トーナメント1回戦でミルフィを破り、その後準決勝まで駒を進める。
準決勝ではムサヴィ（ムサシ）、サナと対戦して勝利するが着地の際に手を捻挫する。決勝は辞退するようヤシオから勧められるも「最後まで諦めたくない」と答え、ヤシオから応急処置を受けて出場する。決勝では全力でエルに挑むも敗退。しかしエルの演技中以前言われたことに気付き、ヤシオからそのことも認められてスカウトを受けるが、「自分で納得ができるまで旅を続けたい」とサトシ達と旅を続ける道を選びヤシオもそのことに納得し、「納得が出来たら連絡ちょうだい」と名刺を貰う。
マスタークラス閉幕後はサトシのカロスリーグの旅に同行。ショータに追い抜かれてスランプに陥ったサトシの復活に一役買った他、フレア団の事件では事件の解決とマノンのハリさんを助けるため尽力する。事件からの復興の途上にあるミアレシティの慰問の為に、プラターヌ博士に掛け合ってポケモンパフォーマンスのスペシャルステージを企画。サナとムサヴィ（ムサシ）の3人で大成功を収め、かつてエルから「あなたの笑顔が力になる」と言われた事の一端を実感する。
今後の進路に迷っていたが、サキの後押しとサトシとのバトルを経て、もっと沢山の人達にパフォーマンスを見てもらう為に自分のポケモン達とカロス地方以外でも旅をしたいこと、今ヤシオについて行くと甘えてしまうことを理由にヤシオのスカウトを断る。だが、その時にどの地方に行くかまでは考えていなかった為、ヤシオからポケモンコンテストの発祥地ホウエン地方を提案され、まずはホウエン地方でポケモンコンテストを学ぶことを決める。そして、カロス地方に帰ったらパフォーマンスを見せることをヤシオと約束した。サトシとは一つ前の便でカロス地方を発ち、ホウエン地方へと旅立った。その際、サトシにキスをしている。
PM2第105話ではホウエン地方のコンテストライブマスターランクに出場。ルチアに引けを取らない人気を得ている。ミナモシティの海岸で練習していたところ、キクナからニンフィアの噂を聞いてミナモシティに来ていたコハルと出会う。セレナに出会う直前にルチアからコンテスト出場を誘われて迷っていたコハルに「迷っているなら、まずは動いてみる」などのアドバイスを送り、コハルの背中を押す。自身はルチアとミナモシティ大会ダブル優勝を果たす。カントー行きの船で帰るコハルを港まで見送り、その際、ルチアからアイドルユニットを組まないか誘われて迷っていることを話すと、コハルから「迷っている時間があるなら、まずは動いてみる」と背中を押される。そして、出航間際、コハルと合流するためにやって来たサトシと束の間の再会を果たす。チャンピオンシップスとコンテストライブ、それぞれの近況を話し、エールを送る。声質は以前より少し低めになっている。132話ではポケモンワールドチャンピオンシップ・マスターズトーナメント決勝戦のサトシとダンデの試合をハルカ・マサト・ルチアと共にテレビで観戦していた。なお、それ以降のエピソードには登場しなかった。さらに、最終章『めざせポケモンマスター』でサトシが主人公を引退したため、実際に登場したのは105話のみとなった。
ミナモシティのコンテスト出場時点での手持ちはマフォクシー、ヤンチャム、ニンフィア。

## セレナのポケモン
全員パフォーマンスに特化したポケモン。主要キャラの中では3体と少ないが、前述のように手持ちのポケモンにブラッシングをするなど非常に大切にしているほか、手持ちのポケモンにはリボンやサングラスなどといった彼女があげた持ち物を身につけている。トライポカロンで見せる技の演技は当初、エルのパフォーマンスを真似しようとするところがあったが、イーブイの加入以降はダンスが好きなイーブイから教わったダンスを加えた演技をこなしていた。

### マフォクシー
フォッコ→テールナー→マフォクシー
- 声 - 林原めぐみ
- 性別：♀
- 特性：もうか
- 登場時期：XY・MV・PM2

セレナが4話でプラターヌ博士から貰った最初のポケモン。サトシのケロマツ、シトロンのハリマロンと同じくプラターヌ博士の研究所出身で初心者トレーナー用のポケモンだった。セレナ曰く「家を出る時から決めていた」のことで、迷わず選んだ。初期の頃は歴代ヒロインのようにボールから出て、抱えられて旅をすることもあった。
初期の頃はバトルに出る機会がほとんどなく、ニャースの「みだれひっかき」や相性のいいサナのフシギダネの「エナジーボール」に技が掻き消されてしまうなど未熟な部分も目立っていた。旅を続ける最中に成長し、バトルの時やロケット団を追い払う際には最もセレナに起用されている。
セレナと同じくおしゃれ好きで、汚れるのが大嫌い。尻尾が汚れたときは落ち込んでいたが、ケロマツのケロムースで直してもらった。セレナによると毎日ブラッシングしているようである。ピカチュウにメカの爆発で黒コゲにされたり、粉まみれにされた時には、怒ってピカチュウを「ひのこ」を浴びせようとした。ロケット団にピカチュウ達と共に捕まって洞窟から脱出する際に「めざめるパワー」を使って脱出し、洞窟に出た所でその先が泥水だったために汚れるのを嫌ったフォッコはそこから動けないでいた。しかし、セレナがロケット団の攻撃を受けながらも自分を助けようとした時には汚れるのも顧みずにセレナに駆け寄り、新たに「かえんほうしゃ」を習得した。
若干嫉妬深い面もあり、テレビのポケビジョンでエルのフォッコが紹介されてサトシ達がそのフォッコを可愛いと絶賛した際には明らかに不満顔をしており、エルのフォッコに目を奪われていたハリマロンにあっかんべえをしていた。小枝が好物で、ポフレは辛い味が好き（第37話）。
XY64話でエレーナ（正体はエル）とのダブルバトル中、セレナの笑顔に応えるかのようにテールナーへと進化した。進化してからは逞しくなっており、性格もわがままだったフォッコの時よりは大人び、頼もしいお姉さんらしくなる。不安げなイーブイを励ましたり、ヤンチャムとハリマロンの喧嘩を仲裁するなど面倒見がよくなる。フォッコの時同様、口から炎技を出すこともあるが、サトシ曰く「枝がないと口からも出しにくくなる」らしく、基本炎技は枝から出すことが多い。
XY85話ではパフォーマンスの練習をするも大事にしていた枝が真っ二つに折れてしまった。この枝はセレナとカロスクイーンになることを約束して、その時から大事にしていた思い出の品で、サトシ達は必至で代わりの枝を探すも本人はあの枝でなければダメだとこだわる。その様子を見ていたコジロウも過去に同じ体験をしており、彼女に同情してセレナと共に樹医であるジンゴロウ（声 - 糸博）に枝を直すよう頼む。ただし、「強い思いがないかぎり直すのは難しい」と言われ、彼のエルレイドとバトルすることになる。ロケット団からの妨害もあって、折れた枝で「かえんほうしゃ」を使おうとした時「だいもんじ」を習得し撃退したものの、枝はさらに折れてしまった。実は最初からジンゴロウには「持ってきた時点で直せない状態」だったため、ジンゴロウは道具の大切さとこだわりすぎても良くないことを教えるためにバトルをしたのだと言い、本人も同情して前の枝を諦める決意をした。そこでセレナはもう一度ジンゴロウにバトルを頼み、ヤンチャムが最初に拾った新しい枝でエルレイドと再びバトルし勝利し、その枝で再びカロスクイーンになることを誓った。また、その際セレナに赤いリボンを枝につけてもらった。第4期EDではそれに先がけてその枝にリボンをつけて登場している。
XY&Z第45話ではサトシのピカチュウとバトルを行った。
PM2ではマフォクシーに進化。
ピカチュウとニャースがダークライにより見せられた悪夢の中での一人称（姿は進化後のマフォクシー）は「わたし」。
2015年2月にXY62話の放送内で発表されたシリアルコードから、親名がセレナの赤い糸を持ったLV15のフォッコが配信されていた。
現在の使用技は「かえんほうしゃ」、「めざめるパワー」、「ひっかく」、「だいもんじ」、「マジカルフレイム」（マフォクシーに進化後）。進化前は「ひのこ」も使用。

### ヤンチャム
- 声 - 下屋則子、寺崎裕香（一時代役）
- 性別：♂
- 特性：かたやぶり
- 登場時期：XY・MV・PM2

セレナが初めて自分でゲットしたポケモンでXY第46話から登場。パフォーマンスが大好きでトライポカロンの会場に乱入し、止めに入った係員を蹴散らして逃走した。その後、エルのテールナーの真似をしてパフォーマンスをして失敗したハリマロンを馬鹿にして森へ逃走。逃げる最中にサトシの帽子とシトロンのメガネを奪う。森にある住処でパフォーマンスの練習をしていた所をセレナが目撃し、パフォーマンスが好きなことを察したセレナが気に入り、ゲットに挑む。途中、乱入してきたロケット団を蹴散らした後、フォッコとバトルしてゲットされた。
前述通り、パフォーマンスとアクセサリーが大好きで、森にある住処には旅人から奪ったアクセサリー等の小道具がたくさん集められていた。ゲットされた後はセレナの一番お気に入りのサングラスをもらい、頭にかけるようになる。眠るときはサングラスを目にかけて眠る。そのサングラスはとても大事にしていて、ヌメラが頭にしがみつき、かじった際は怒った。第2期OPでは黄色いサングラスだったが、本編では赤いサングラスをかけている。トライポカロンに出場する時はヒヨクシティの誓いの樹のイベントのプレゼントで貰ったデコレーションされたサングラスを着用する。
少々ツンデレで素直になれない部分もあり、セレナにパフォーマンス好きや笑顔を褒められたり、ヒヨクシティで貰ったデコレーションされたサングラスを渡されたときは照れながらそっぽを向いた。ネネのムチュールからはアプローチを受けており、やや迷惑そうにしている。
ハリマロンとは初対面時の事もあって折り合いが悪く、よく張り合ったり喧嘩をしている。ロケット団を撃退したことでお互いに友情が芽生えるが、手柄を主張した際に再び喧嘩が起き、その後もハリマロンが自分のポケモンフーズといった食べ物を取ろうとするなどで喧嘩になる。しかし決して仲が悪いわけではなく、友情を築いている。ミアレジム戦ではジム戦に参加できずふてくされていたハリマロンを誘ったり、相撲やチャンバラで遊んだりしており、Z編2話ではセレナのイーブイを守るために野生のハリボーグやロケット団を相手に共闘したりと、話を追うごとに関係は良くなっており、最終回で別れる際にはヤンチャムは自分の葉をハリマロンに差し出し、ハリマロンは泣いて受け取っていた。
おなかにはポケットがあり、いつもくわえている葉っぱの替えを入れているほか、自身が見つけたテールナーの枝もこのポケットに入るくらいの大きさ。
二ャースの通訳やピカチュウとニャースがダークライにより見せられた悪夢の中での一人称は「オレ」。
ピカチュウとニャースがダークライにより見せられた悪夢の中では、ポケモンフーズをハリマロンに取られた怒りでゴロンダに進化していた。
使用技は「あくのはどう」、「ストーンエッジ」、「つっぱり」、「れいとうパンチ」（PM2）。

### ニンフィア
イーブイ→ニンフィア
- 声 - かないみか
- 性別：♀
- 登場時期：XY・MV・PM2

XY編第89話から登場。第3期OP、第4期EDでサトシのオンバットと共に先行登場。踊りを踊るのが好きだが、当初は臆病で人見知りな性格。
ヒャッコクシティに向かう途中の花畑で踊っていた所をセレナに目撃され、彼女に感銘を与えるが、気づいて逃げ出してしまう。セレナが茂みを散策中に崖から落ちそうになったところをイーブイが間一髪で助け、彼女からお礼として花輪をもらい、その日の夜それをつけて踊った。翌日セレナが隠れているイーブイのために披露したパフォーマンスの演技を見て、彼女についていくか迷っていた際にロケット団に捕まってしまうがセレナが身を挺して自分を助けてくれたことで、「まもる」を使ってムサシのパンプジンの「タネばくだん」からセレナを守り、「スピードスター」でロケット団を反撃して止めにつなげた。その後、セレナの誘いを承諾し、彼女のポケモンになった。
前述のように踊るのが好きなこともあり、その腕前はかなりのもので、リズム戦法をとるティエルノのカメックスのリズムを乱せるほどであり、バトルでもそのセンスも生かすなど実力もあり、ミルフィのペロリームとコジロウのマーイーカをピカチュウと撃破した。
イーブイの頃は上記の通り臆病で人見知りな性格。セレナや彼女のポケモン、なお、シトロンのホルビーに対しては人見知りはしない。ホルビーに関しては、セレナがイーブイをゲットしようと捜索していた際にトラップを仕掛けていたが、こっそり見逃してもらった事で彼に懐いている。そのためセレナ以外ではホルビーの傍にいることが多く、第4期EDでもホルビーの後ろに隠れているシーンがある。反対にシトロンのハリマロンは積極的にアプローチして来るのが、怖がって苦手とするシーンもある。また一目惚れしてアプローチを繰り返した野生のハリボーグに対しても怯えて相手にしなかった。
XY91話のヒャッコク大会でトライポカロンを初めて鑑賞し、セレナの演技には目をキラキラさせた。途中で花火に驚き逃げ出すが、セレナに保護された後はエールを送った。この一連の出来事により、人見知りも解消に進む。XY＆Z8話のレンリタウンのトライポカロンでデビューを果たす。この前夜には、寝付けずに起き上がりバルコニーに出る場面もあるが、セレナやテールナーたちから後押しを受けた。演技本番、緊張しながらもフリーのパフォーマンス演技で得意の踊りを披露した。しかしながら、観客の歓声に驚き演技の途中に転落してしまうが、セレナの励ましを受け最後まで演技を遂行した。しかし、優勝を逃してしまったことにショックを受けたが、周りの励ましと後押しもあり、元気を取り戻した。なお、この話でサトシたちに少し慣れた様子を見せる。
XY＆Z12話のダンスパーティでは最初は怯えていたがホルビーの後押しもあり、他のポケモン達のダンスを楽しんでいた。また、バトル中に周りを気にすることもなくなった。参加したダブルバトルでセレナの励ましに応えてニンフィアへと進化し、新たに習得した「ようせいのかぜ」で勝利した。ニンフィアに進化してからは怖がりな性格を克服して逞しくなり、ハリマロンの前でも怯える様子が無くなる。フレイ大会ではハリマロンからの応援に初めて笑顔を見せた。
トライポカロンやコンテストでは前述のセレナからのお礼であげた花輪と同じ花飾りを着用して出場している。進化によってパフォーマンス技量も上がり、XY＆Z16話のフレイ大会ではレンリ大会の失敗をセレナの励ましで乗り越え優勝に導いた他、マスタークラス準決勝ではセレナが左腕で逆立ちしようとしたのを失敗し転倒しかけたのを触覚で捕まえてフォローするなどの機転を見せ、レンリ大会の恩返しに成功しセレナを決勝戦に導いた。
PM2では進化前のコハルのイーブイに優しく接していたほか、ボールから常に出た状態となっていた。
使用技は「まもる」、「スピードスター」、「かげぶんしん」、「ようせいのかぜ」、「でんこうせっか」。